# Le Cerveau infernal
Pour plus de détails, voir Fiche technique et Distribution.
Le Cerveau infernal (The Invisible Boy) est un film américain réalisé par Herman Hoffman, sorti en 1957. C'est le second film à faire apparaître Robby le robot après Planète interdite .

## Synopsis
Un garçon de 10 ans s'associe avec Robby le robot pour combattre un superordinateur.

## Fiche technique
- Titre : Le Cerveau infernal
- Titre original : The Invisible Boy
- Autre titre : S.O.S Spaceship
- Réalisation : Herman Hoffman
- Scénario : Cyril Hume et Edmund Cooper
- Musique : Les Baxter
- Photographie : Harold E. Wellman
- Montage : John Faure
- Production : Nicholas Nayfack
- Société de production : Metro-Goldwyn-Mayer
- Société de distribution : Metro-Goldwyn-Mayer (États-Unis)
- Pays :  États-Unis
- Genre : Aventure, comédie, science-fiction
- Durée : 90 minutes
- Dates de sortie : 
  - États-Unis : 18 octobre 1957
  - France : 19 octobre 1962

## Distribution
- Richard Eyer : Timmie Merrinoe
- Philip Abbott : Dr Tom Merrinoe
- Diane Brewster : Mary Merrinoe
- Harold J. Stone : le général Swayne
- Robert H. Harris : le professeur Frank Allerton
- Dennis McCarthy : le colonel Macklin
- Alexander Lockwood : Arthur Kelvaney
- John O'Malley : le professeur Baine
- Gage Clarke : Dr Bannerman
- Than Wyenn : le professeur Zeller
- Jefferson Searles : le professeur Foster
- Alfred Linder : Martin / le super ordinateur